# Protopterus annectens
Protopterus annectens, denumit și Cambona, trăiește în zona de savană a Africii. Atinge circa 1 m lungime. Populează râuri și ape stătătoare iar în condiții de hipoxie, respiră și pulmonar.
1. ↑  The IUCN Red List of Threatened Species 2022.2[*] Verificați valoarea |titlelink= (ajutor);
2. ↑  Integrated Taxonomic Information System, 28 septembrie 2004, accesat în 22 octombrie 2013